# Eleonora Pedron
Eleonora Pedron (13 de julio de 1982) es una modelo, presentadora y actriz italiana, ganadora del concurso Miss Italia en 2002. Más adelante se desempeñó como presentadora en el canal Rete 4. Como actriz, recientemente integró el elenco de la serie de televisión Donna Detective y ha aparecido en las películas Vita Smeralda (2006) y Il seme della discordia (2008).

## Filmografía

### Televisión
- 2017 - Furore 20 years
- 2010 - Donna detective
- 2010 - Io canto
- 2009 - Cosi fan tutte
- 2008 - Medici miei
- 2010 - Verissimo

### Cine
- 2008 - Il seme della discordia
- 2006 - Vita Smeralda